# Montenegrinischer Fußballpokal 2018/19
Der Montenegrinischer Fußballpokal 2018/19 (Kup Crne Gore) war die 13. Austragung des Pokalwettbewerbs im Fußball in Montenegro seit der Unabhängigkeit im Juni 2006. Pokalsieger wurde der FK Budućnost Podgorica, der sich im Finale gegen den FK Lovćen Cetinje durchsetzte. Titelverteidiger OFK Titograd war im Achtelfinale gegen den OFK Petrovac ausgeschieden.
Durch den Sieg im Finale qualifizierte sich Budućnost für die 1. Qualifikationsrunde der UEFA Europa League 2019/20.

## Modus
In der 1. Runde wurde der Sieger in einem Spiel ermittelt. Stand es nach der regulären Spielzeit von 90 Minuten unentschieden, kam es ohne Verlängerung direkt zum Elfmeterschießen.
Im Achtel-, Viertel- und Halbfinale wurden die Sieger in Hin- und Rückspiel ermittelt. Bei Torgleichheit entschied zunächst die Anzahl der auswärts erzielten Tore, danach ohne Verlängerung ein Elfmeterschießen.
Das Finale wurde dagegen im Falle eines Remis zunächst verlängert und gegebenenfalls durch Elfmeterschießen entschieden.

## Teilnehmende Teams
| Prva Liga (10) | Druga Liga (10) | Treća Liga (6) |
| --- | --- | --- |
| - FK Budućnost Podgorica - FK Grbalj Radanovići - FK Iskra Danilovgrad - FK Lovćen Cetinje - FK Mornar Bar - OFK Petrovac - FK Rudar Pljevlja - FK Sutjeska Nikšić - OFK Titograd 1 - FK Zeta Golubovci | - FK Arsenal Tivat - FK Berane - FK Bokelj Kotor - FK Dečić Tuzi - FK Igalo 1929 - FK Jedinstvo Bijelo Polje - FK Jezero Plav - FK KOM Podgorica - FK Mladost Lješkopolje - FK Otrant-Olympic Ulcinj | - FK Komovi (Sieger Nord) - OFK Borac Bijelo Polje (Finalist Nord) - Crvena Stijena Podgorica (Sieger Zentrum) - FK Ribnica (Finalist Zentrum) - FK Hajduk Bar (Sieger Süd) - FK Sloga Bar (Finalist Süd) |

## 1. Runde
Die letztjährigen Halbfinalisten OFK Titograd, FK Igalo 1929, FK Budućnost Podgorica und FK Grbalj Radanovići erhielten ein Freilos.
| Datum      |                           | Ergebnis |                        |
| ---------- | ------------------------- | -------- | ---------------------- |
| 28.08.2018 | FK Hajduk Bar             | 00:13    | FK Mornar Bar          |
| 29.08.2018 | Crvena Stijena Podgorica  | 0:7      | FK Sutjeska Nikšić     |
| 29.08.2018 | FK Komovi                 | 0:6      | FK Zeta Golubovci      |
| 29.08.2018 | FK Jedinstvo Bijelo Polje | 0:2      | FK Lovćen Cetinje      |
| 29.08.2018 | FK Sloga Bar              | 00:3 2   | FK Iskra Danilovgrad   |
| 29.08.2018 | FK Berane                 | 00:3 3   | FK Rudar Pljevlja      |
| 29.08.2018 | FK Bokelj Kotor           | 0:1      | OFK Petrovac           |
| 29.08.2018 | FK Ribnica                | 0:7      | FK KOM Podgorica       |
| 30.08.2018 | OFK Borac Bijelo Polje    | 0:5      | FK Dečić Tuzi          |
| 30.08.2018 | FK Arsenal Tivat          | 3:0      | FK Jezero Plav         |
| 30.08.2018 | FK Otrant-Olympic Ulcinj  | 0:1      | FK Mladost Lješkopolje |

## Achtelfinale
FK Igalo 1929 erhielte ein Freilos.
| Datum             |                        | Gesamt          |                        | Hinspiel | Rückspiel |
| ----------------- | ---------------------- | --------------- | ---------------------- | -------- | --------- |
| 03.10./24.10.2018 | FK Lovćen Cetinje      | 3:2             | FK Dečić Tuzi          | 2:1      | 1:1       |
| 03.10./24.10.2018 | FK Rudar Pljevlja      | 0:1             | FK Budućnost Podgorica | 0:0      | 0:1       |
| 03.10./24.10.2018 | OFK Petrovac           | 1:1 (3:1 i. E.) | OFK Titograd           | 0:1      | 1:0       |
| 03.10./24.10.2018 | FK Mladost Lješkopolje | 4:0             | FK KOM Podgorica       | 1:0      | 3:0       |
| 03.10./24.10.2018 | FK Zeta Golubovci      | 3:1             | FK Grbalj Radanovići   | 1:0      | 2:1       |
| 03.10./24.10.2018 | FK Sutjeska Nikšić     | 7:1             | FK Iskra Danilovgrad   | 3:0      | 4:1       |
| 03.10./24.10.2018 | FK Arsenal Tivat       | 0:4             | FK Mornar Bar          | 0:1      | 0:3       |

## Viertelfinale
| Datum             |                        | Gesamt |                        | Hinspiel | Rückspiel |
| ----------------- | ---------------------- | ------ | ---------------------- | -------- | --------- |
| 07.11./28.11.2018 | FK Budućnost Podgorica | 2:1    | FK Mladost Lješkopolje | 1:1      | 1:0       |
| 07.11./28.11.2018 | FK Mornar Bar          | 0:4    | FK Lovćen Cetinje      | 0:1      | 0:3       |
| 07.11./28.11.2018 | OFK Petrovac           | 2:1    | FK Zeta Golubovci      | 1:1      | 1:0       |
| 07.11./28.11.2018 | FK Sutjeska Nikšić     | 4:1    | FK Igalo 1929          | 2:0      | 2:1       |

## Halbfinale
| Datum             |                        | Gesamt    |                    | Hinspiel | Rückspiel |
| ----------------- | ---------------------- | --------- | ------------------ | -------- | --------- |
| 17.04./01.05.2019 | FK Lovćen Cetinje      | 5:1       | OFK Petrovac       | 1:1      | 4:0       |
| 18.04./01.05.2019 | FK Budućnost Podgorica | (a)1:1(a) | FK Sutjeska Nikšić | 0:0      | 1:1       |

## Finale
| Paarung                | FK Budućnost Podgorica – FK Lovćen Cetinje |
| Ergebnis               | 4:0 (2:0) |
| Datum                  | 30. Mai 2019 um 20:30 Uhr MESZ |
| Stadion                | Gradski Stadion pod Goricom, Podgorica |
| Zuschauer              | 7.500 |
| Schiedsrichter         | Milovan Milačić |
| Tore                   | 1:0 Perović (8.) 2:0 Perović (23., Foulelfmeter) 3:0 Perović (68.) 4:0 Zarubica (90.) |
| FK Budućnost Podgorica | Milan Mijatović – Periša Pešukić, Draško Božović, Luka Mirković, Mihailo Perović (82. Bojan Rogfanović) – Igor Ivanović (73. Dejan Zarubica), Ilija Tučević, Miloš Mijić, Dejan Boljević – Stefan Filipović, Miloš Krkotić (39. Milivoje Raičević) Cheftrainer: Branko Brnović        |
| FK Lovćen Cetinje      | Ivan Janjušević – Mirko Radišić, Blažo Rajović, Marko Draganić, Ivan Pejaković (70. Željko Marković) – Matija Pejović, Goran Vujović, Luka Petričević (70. Jovan Vujović), Novica Eraković (46. Marko Đurović) – Andrija Kaluđerović, Driton Camaj Cheftrainer: Aleksandar Miljenović |
| Gelbe Karten           | Raičević – Radišić, Vujović, Kaluđerović, Camaj |